# Uuden Musiikin Kilpailu 2017
La sesta edizione di Uuden Musiikin Kilpailu si è svolta il 28 gennaio 2017 presso l'Espoo Metro Arena di Espoo e ha selezionato il rappresentante finlandese all'Eurovision Song Contest 2017 a Kiev.
I vincitori sono stati i Norma John con Blackbird.

## Formato
Per il sesto anno consecutivo Yle ha scelto Uuden Musiikin Kilpailu (UMK) come metodo di selezione nazionale finlandese per l'Eurovision Song Contest. La sesta edizione si è svolta il 28 gennaio 2017 all'Espoo Metro Arena di Espoo ed è stata presentata da Krista Siegfrids, vincitrice dell'edizione 2013, che all'Eurovision si è classificata ventiquattresima con la canzone Marry Me. Il vincitore verrà scelto attraverso una il voto combinata del televoto e voto della giuria internazionale.
Yle ha dato la possibilità a tutti gli artisti interessati di presentare la propria canzone tra il 1° e il 5 settembre 2016. Almeno uno dei compositori e il cantante dovevano essere cittadini finlandesi o abitanti permanenti in Finlandia per avere la possibilità di partecipare. Le canzoni inviate non potevano eccedere la durata di tre minuti, ma potevano essere cantate in qualunque lingua. Per la prima volta nella storia della manifestazione, l'edizione del 2017 non ha avuto semifinali.

## Partecipanti
Una giuria incaricata da Yle ha selezionato i dieci partecipanti fra le proposte ricevute, e sono stati rivelati il 23 novembre 2016. I brani sono stati pubblicati il medesimo giorno sul canale YouTube del festival, tutti accompagnati da un video musicale.
| Artista                                   | Titolo                | Lingua     | Compositori                                                                                  |
| ----------------------------------------- | --------------------- | ---------- | -------------------------------------------------------------------------------------------- |
| Alva                                      | Arrows                | Inglese    | Arto Ruotsala, Milos Rosas, Aatu Mällinen                                                    |
| Anni Saikku                               | Reach Out for the Sun | Inglese    | Mia Kemppainen, Perttu Kurttila                                                              |
| Club La Persé                             | My Little World       | Inglese    | Princess Julia, Luke Howard, Jaakko Salovaara                                                |
| Emma                                      | Circle of Light       | Inglese    | Jonas Olsson, Heidi Maria Paalanen, Aku Rannila, Saara Törmä                                 |
| Günther & D'Sanz                          | Love Yourself         | Inglese    | Mats Söderlund, Amir Aly, Tomas Cederholm, Robin Abrahamsson, Niklas Nylund                  |
| Knucklebone Oscar & The Shangri-La Rubies | Caveman               | Inglese    | Baldauf, Martimo, Salomaa, Kumpulainen, Vettenranta, Bachér, Schönberg                       |
| Lauri Yrjölä                              | Helppo elämä          | Finlandese | Lauri Yrjölä                                                                                 |
| My First Band                             | Paradise              | Inglese    | Antti Koivula, Heikki Puhakainen, Heikki Kytölä, Juho Vehmanen, Mikko Virta, Jurek Reunamäki |
| Norma John                                | Blackbird             | Inglese    | Lasse Piirainen, Leena Tirronen                                                              |
| Zühlke                                    | Perfect Villain       | Inglese    | Nalle Ahlstedt, Christian Ingebrigtsen, Silje Nymoen                                         |

## Finale
La finale si è tenuta il 28 gennaio 2017 presso l'Espoo Metro Arena di Espoo.
| #  | Artista                                   | Titolo                | Punteggio | Punteggio | Punteggio | Posizione |
| #  | Artista                                   | Titolo                | Giuria    | Televoto  | Totale    | Posizione |
| -- | ----------------------------------------- | --------------------- | --------- | --------- | --------- | --------- |
| 1  | Emma                                      | Circle of Light       | 53        | 53        | 106       | 3         |
| 2  | Alva                                      | Arrows                | 15        | 48        | 63        | 6         |
| 3  | Günther & D'Sanz                          | Love Yourself         | 37        | 45        | 82        | 5         |
| 4  | Anni Saikku                               | Reach Out for the Sun | 43        | 16        | 59        | 7         |
| 5  | Knucklebone Oscar & The Shangri-La Rubies | Caveman               | 5         | 13        | 18        | 10        |
| 6  | Norma John                                | Blackbird             | 94        | 88        | 182       | 1         |
| 7  | Lauri Yrjölä                              | Helppo elämä          | 43        | 15        | 58        | 8         |
| 8  | Club La Persé                             | My Little World       | 21        | 29        | 50        | 9         |
| 9  | Zühlke                                    | Perfect Villain       | 74        | 71        | 145       | 2         |
| 10 | My First Band                             | Paradise              | 45        | 52        | 97        | 4         |

| Brano                 | EST | FRA | ISL | ISR | LAT | NOR | ESP | SWE | UKR | GBR | Totale |
| --------------------- | --- | --- | --- | --- | --- | --- | --- | --- | --- | --- | ------ |
| Circle of Light       | 1   | 12  |     | 6   | 2   | 2   | 8   | 10  | 2   | 10  | 53     |
| Arrows                | 8   |     |     |     | 1   |     | 2   | 4   |     |     | 15     |
| Love Yourself         |     | 2   | 10  | 2   |     | 8   |     | 8   | 1   | 6   | 37     |
| Reach Out for the Sun |     | 4   | 8   | 12  | 10  | 6   | 1   |     |     | 2   | 43     |
| Caveman               | 2   |     | 1   |     | 1   |     |     |     |     | 1   | 5      |
| Blackbird             | 12  | 10  | 12  | 4   | 12  | 10  | 12  | 6   | 4   | 12  | 94     |
| Helppo elämä          | 4   | 1   | 2   |     | 4   | 4   | 4   | 12  | 8   | 4   | 43     |
| My Little World       |     |     | 4   | 10  |     |     |     | 1   | 6   |     | 21     |
| Perfect Villain       | 6   | 8   | 6   | 8   | 6   | 12  | 10  |     | 10  | 8   | 74     |
| Paradise              | 10  | 6   |     |     | 8   | 1   | 6   | 2   | 12  |     | 45     |